# SommarbänKEN
SommarbänKen utkom 2009 och är ett musikalbum och mixtape som släppts av Ken Ring och var gratis.

## Låtlista
1. Wharrup
2. Dumdumdum (Med Allyawan & Sam-E)(Producerat av K. J.)
3. Allanballan
4. Sommar
5. Tänk
6. Nanja
7. Längst Ut
8. Hungersnöd (Med Kaliffa)
9. Legend
10. En Kvinna
11. Stroppig Kvinna
12. Till Mina Fans
13. Rånaren, Beknaren Och Mördaren
14. Tyst
15. Trolleripalats
16. Mitt I
17. Fucking Tår
18. Hip Hop
19. Imagine